# Lisa Kreuzer
Elisabeth „Lisa“ Kreuzer (* 2. Dezember 1945 in Hof) ist eine deutsche Schauspielerin. Bekannt wurde sie durch das Frühwerk von Wim Wenders.

## Leben und Karriere
Aufgewachsen in Hof und Tübingen, besuchte Kreuzer von 1966 bis 1969 eine Münchner Schauspielschule. Nebenbei arbeitete sie bei einem Verlag für medizinische Literatur. Ihr Bühnendebüt gab sie am Münchner Residenztheater, danach war sie an Theatern in Ingolstadt, München, Berlin und Schwäbisch Hall engagiert. Seit 1972 steht sie als Schauspielerin in bislang mehr als 160 Film- und Fernsehproduktionen vor der Kamera. Von 1973 bis 1978 wirkte sie in mehreren Kinofilmen ihres langjährigen Lebensgefährten Wim Wenders mit. Dort verkörperte sie immer wieder Frauen, die auf sich allein gestellt mit ihren Problemen zurechtzukommen versuchen. So war sie 1974 in dem Roadmovie von Wenders Alice in den Städten als Lisa van Dam besetzt, die ihre Tochter Alice dem Journalisten Philip Winter, dargestellt von Rüdiger Vogler, überlässt, den sie erst kurz zuvor kennengelernt hatte. In dem deutsch-französischen Kriminalfilm Der amerikanische Freund aus dem Jahr 1977 von Wim Wenders ist Kreuzer als Marianne Zimmermann besetzt, deren Mann Jonathan, verkörpert von Bruno Ganz, unheilbar an Leukämie erkrankt ist.
In den 1980er-Jahren lebte und arbeitete Kreuzer längere Zeit in Paris. Sie übernahm Rollen in französischen, britischen und italienischen Kino- und Fernsehfilmen. Neben ihrer internationalen Filmarbeit wirkte sie auch in vielen deutschen Fernsehproduktionen mit, darunter Tatort, Polizeiruf 110, Peter und Paul, Derrick und Der Alte. Im Jahr 2014 wirkte Kreuzer in der internationalen Produktion Grand Budapest Hotel von Wes Anderson mit, deren Besetzungsliste von Ralph Fiennes angeführt wird. Lisa Kreuzer war hier als eine Grande Dame zu sehen.
Lisa Kreuzer hat einen Sohn und lebt in München.

## Auszeichnung
1978 erhielt sie für ihre schauspielerische Leistung in Der amerikanische Freund einen Goldenen Bambi.

## Filmografie (Auswahl)
- 1972: 8051 Grinning (Fernsehfilm), Regie: Peter Beauvais
- 1974: Alice in den Städten, Regie: Wim Wenders
- 1975: Der Wohltäter
- 1975: Falsche Bewegung, Regie: Wim Wenders
- 1976: Auf Biegen oder Brechen, Regie: Hartmut Bitomsky
- 1976: Im Lauf der Zeit, Regie: Wim Wenders
- 1976: Lobster (Fernsehserie, 1 Folge), Regie: Hans W. Geißendörfer
- 1977: Der amerikanische Freund, Regie: Wim Wenders
- 1977: Die Dämonen, Regie: Claus Peter Witt
- 1977–1988: Polizeiinspektion 1 (Fernsehserie, verschiedene Rollen, 3 Folgen)
- 1977–1990: Derrick (Fernsehserie, verschiedene Rollen, 10 Folgen)
- 1978–2012: Der Alte (Fernsehserie, verschiedene Rollen, 10 Folgen)
- 1979: Radio On, Regie: Christopher Petit
- 1980: St. Pauli-Landungsbrücken Fernsehserie, 1. Staffel, Folge 'Kurzurlaub'
- 1981: Il faut tuer Birgit Haas, Regie: Laurent Heynemann
- 1982: Neonstadt: Running Blue, Regie: Dominik Graf
- 1982: Wir haben uns doch mal geliebt, Regie: Daniel Christoff
- 1983: Der verführte Mann – L’Homme blessé, Regie: Patrice Chéreau
- 1983: Wagner – Das Leben und Werk Richard Wagners
- 1983: Das Traumschiff: Kenia, Regie: Alfred Vohrer
- 1984: Ein Mann wie E.V.A., Regie: Radu Gabrea
- 1984: Kaltes Fieber, Regie: Joseph Rusnak
- 1984: Die Krimistunde (Fernsehserie, Folge 11, Episode: „Ruth's Problem“)
- 1984: Flight to Berlin, Regie: Christopher Petit
- 1985: Schöne Ferien – Urlaubsgeschichten aus Portugal (Fernsehreihe)
- 1985: Unter Wölfen (Les loups entre eux), Regie: José Giovanni
- 1986: Tatort – Automord (Fernsehreihe)
- 1987: Die Schwarzwaldklinik (Fernsehserie, 2 Folgen)
- 1988: Zärtliche Chaoten II, Regie: Holm Dressler, Thomas Gottschalk
- 1989: Berlin-Yerushalaim, Regie: Amos Gitai
- 1989: Tatort – Armer Nanosh
- 1991: Tatort – Tini
- 1992: Happy Holiday (Fernsehserie, 1 Folge)
- 1993: Glückliche Reise – Neuseeland (Fernsehreihe)
- 1993: Die Kinderklinik (Fernsehserie, 7 Folgen)
- 1995: Forsthaus Falkenau (Fernsehserie, 1 Folge)
- 1995: Kinder des Satans
- 1995: Rosamunde Pilcher – Wolken am Horizont (Fernsehreihe)
- 1996: Fähre in den Tod
- 1996: Tatort – Schattenwelt
- 1996: Dr. Stefan Frank – Der Arzt, dem die Frauen vertrauen (Fernsehserie, 1 Folge)
- 2000: Gone Underground, Regie: Su Turhan
- 2001: Polizeiruf 110 – Fluch der guten Tat (Fernsehreihe)
- 2002: Nicht Fisch, nicht Fleisch, Regie: Matthias Keilich
- 2002: Eva – ganz mein Fall (Fernsehserie)
- 2003: Adelheid und ihre Mörder – Lange Finger
- 2005: Der Bulle von Tölz: Liebesleid
- 2005: Rosamunde Pilcher – Vermächtnis der Liebe
- 2006: Das unreine Mal (Fernsehfilm), Regie: Thomas Freundner
- 2006: Die Rosenheim-Cops (Fernsehserie, Folge Die verschwundene Leiche)
- 2006: Das Duo – Auszeit
- 2007: Der Dicke (Fernsehserie, Folge Wahlverwandtschaften)
- 2007: Gipfelsturm (Fernsehfilm)
- 2007: Tatort – Die dunkle Seite
- 2008: Der Besuch der alten Dame (Fernsehfilm), Regie: Nikolaus Leytner
- 2009: Joanna Trollope: In Boston liebt man doppelt (Fernsehfilm)
- 2009: Tannöd, Regie: Bettina Oberli
- 2009: Gletscherblut (Fernsehfilm)
- 2009: Rosamunde Pilcher – Liebe gegen den Rest der Welt
- 2010: Das Haus ihres Vaters (Fernsehfilm)
- 2010: Notruf Hafenkante (Fernsehserie, Folge Der Preis des Glücks)
- 2011: Dreileben – Komm mir nicht nach (Fernsehfilm), Regie: Dominik Graf
- 2011: Familie macht glücklich (Fernsehfilm)
- 2011: Das unsichtbare Mädchen (Fernsehfilm), Regie: Dominik Graf
- 2012: Rosamunde Pilcher – Die falsche Nonne
- 2012: Pfarrer Braun – Ausgegeigt! (Fernsehreihe)
- 2012: Hubert und Staller (Fernsehserie, Folge Villa gekauft wie gesehen)
- 2013: Die Spätzünder 2 – Der Himmel soll warten (Fernsehfilm)
- 2013: Es ist alles in Ordnung (Fernsehfilm), Regie: Nicole Weegmann
- 2014: Elly Beinhorn – Alleinflug (Fernsehfilm)
- 2014: Grand Budapest Hotel
- 2014: SOKO Köln (Fernsehserie, 1 Folge)
- 2015: Das Gewinnerlos
- 2015: Schattenwald
- 2015–2023: Der Bozen-Krimi (16 Folgen)
  - 2015: Wer ohne Spuren geht
  - 2016: Das fünfte Gebot
- 2016: Papa und die Braut aus Kuba
- 2016: Dora Heldt: Wind aus West mit starken Böen (Fernsehreihe)
- 2017: Der Staatsanwalt (Fernsehserie, Folge Rheingau blutrot)
- 2017: Mord in bester Gesellschaft – Winters letzter Fall (Fernsehreihe)
- 2017: Fluss des Lebens – Geliebte Loire, Regie: Franziska Meyer Price
- 2017–2020: Dark (Fernsehserie, 9 Folgen)
- 2018: Inga Lindström: Lilith und die Sache mit den Männern
- 2021: Die Chefin (Fernsehserie, 1 Folge)
- 2022: Anna und ihr Untermieter: Dicke Luft (Fernsehreihe)
- 2022: Die Kanzlei (Fernsehserie, Folge Kleine Schritte)
- 2023: Flunkyball
- 2024: Becoming Karl Lagerfeld (Miniserie)
- 2024: Alle Jahre wieder (Fernsehfilm)